# Hexaprotodon
Hexaprotodon (лат.) — род млекопитающих из семейства бегемотовых. Если в него включают единственный современный вид — карликового бегемота, то тогда он имеет русское название карликовые бегемоты. Однако часть систематиков относят этот вид к роду Choeropsis и тогда род Hexaprotodon не имеет русского названия и считается вымершим. 
Hexaprotodon означает «шесть передних зубов», так как некоторые из ископаемых форм имеют три пары резцов. Известны с миоцена (23,03 млн лет назад), а последний ископаемый вид исчез либо в плейстоцене (11,7 тыс. лет назад), либо в голоцене. Ископаемые остатки представителей рода найдены в Африке и Евразии.

## Классификация
По данным сайта Paleobiology Database, на июнь 2019 года в род включают 18 вымерших видов:
- Hexaprotodon bruneti Boisserie & White, 2004
- Hexaprotodon coryndoni Geze, 1985
- Hexaprotodon crusafonti Aguire, 1963
- Hexaprotodon dissimilis Falconer & Cautley, 1836
- Hexaprotodon dulu Boisserie, 2004
- Hexaprotodon garyam Boisserie et al., 2005
- Hexaprotodon hipponensis Gaudry, 1867
- Hexaprotodon imaguncula Hopwood, 1926
- Hexaprotodon iravticus Falconer & Cautley, 1847
- Hexaprotodon mingoz Boisserie et al., 2003
- Hexaprotodon namadicus Falconer & Cautley, 1847
- Hexaprotodon palaeindicus Falconer & Cautley, 1847
- Hexaprotodon pantanellii Joleaud, 1920
- Hexaprotodon primaevus Crusafont et al., 1964
- Hexaprotodon sahabiensis Gaziry, 1987
- Hexaprotodon shungurensis Geze, 1985
- Hexaprotodon siculus Hooijer, 1946
- Hexaprotodon sivalensis Falconer & Cautley, 1836

Как сказано выше, в род обычно включают современного карликового бегемота (Нexaprotodon liberiensis (Morton, 1849)).